# Good Night (canção de Reece Mastin)
"Good Night" é uma canção gravada pelo cantor-compositor australiano Reece Mastin, contida em seu primeiro álbum de estúdio, Reece Mastin (2011). Foi composta por Anthony Egizii, David Musumeci e Hayley Warner, produzida pela equipa DNA Songs, a faixa foi lançada como o primeiro single do álbum a 22 de novembro de 2011 nas versões CD single e download digital.
"Good Night" é uma canção uptempo de música pop. Desempenhou-se na primeira posição do gráfico australiano e neozelandês. Foi certificado de platina pela Recording Industry Association of New Zealand (RIANZ) e quarto platinas pela Australian Recording Industry Association (ARIA). Mastin interpretou-la no programa televisivo Sunrise.

## Precedentes
"Good Night" foi escrita por Hayley Warner com auxilio de Anthony Egizii e David Musumeci e produzida pela equipa DNA Songs. Em 22 de novembro de 2011, a faixa foi enviada as rádios australianas e lançada nas versões CD single e download digital, após Mastin se tornar vencedor do The X Factor. "Good Night" foi nomeado a Música do Ano em 2011 na premiação IT List Awards.

## Recepção comercial
"Good Night" estreou na primeira posição no gráfico australiano Australian Singles Chart a 28 de novembro de 2011 e permaneceu no posto por quatro semanas consecutivas. A faixa, vendeu mais de 30 mil cópias em 24 horas após seu lançamento em 22 de novembro e tornou-se o single que mais rápido vendeu digitalmente segundo a Sony Music Austrália. Em 24 de novembro de 2011, a canção vendeu uma média de uma cópia a cada 2,7 segundos. A faixa foi autenticada com quatro platinas pela Australian Recording Industry Association (ARIA), pelas 280 mil cópias comercializadas. No gráfico neozelandês New Zealand Singles Chart, a faixa estreou na primeira posição e foi certificada de platina Recording Industry Association of New Zealand (RIANZ), após vender 15 mil edições.

## Lista de faixas
| Descarga digital |              |         |  |
| N.º              | Título       | Duração |  |
| 1.               | "Good Night" | 2:02    |  |

## Desempenho e certificações
| Tabela (2011–12)                          | Melhor posição |
| ----------------------------------------- | -------------- |
| Austrália - ARIA Singles Chart            | 1              |
| Nova Zelândia - New Zealand Singles Chart | 1              |

| Tabela (2011)                                | Posição |
| -------------------------------------------- | ------- |
| Austrália - ARIA Singles Chart               | 27      |
| Austrália - Australian Artists Singles Chart | 2       |

| País          | Provedor | Certificações |
| ------------- | -------- | ------------- |
| Austrália     | ARIA     | 4× Platina    |
| Nova Zelândia | RIANZ    | Platina       |

## Histórico de lançamento
| País           | Data                    | Formato          | Gravadora                          | Catálogo    |
| -------------- | ----------------------- | ---------------- | ---------------------------------- | ----------- |
| Austrália      | 22 de novembro de 2011  | download digital | Sony Music Entertainment Australia | –           |
| Reino Unido    | 22 de novembro de 2011  | download digital | Sony Music Entertainment Australia | –           |
| Estados Unidos | 22 de novembro de 2011  | download digital | Sony Music Entertainment Australia | –           |
| Austrália      | 10 de fevereiro de 2012 | CD single        | Sony Music Entertainment Australia | 88691948042 |